# اچ‌دی ۴۳۸۴۸
اچ‌دی ۴۳۸۴۸ یک ستاره است که در صورت فلکی کبوتر قرار دارد.